# Barbus somereni
Barbus somereni là một loài cá vây tia thuộc họ Cyprinidae.
Loài này có ở Burundi, Rwanda, Tanzania, và Uganda.
Môi trường sống tự nhiên của chúng là sông ngòi.
Nó không được IUCN xem là loài bị đe dọa.